# Eschert
Eschert (hist. Escherz) – gmina (niem. Einwohnergemeinde) w północno-zachodniej Szwajcarii, w kantonie Berno, w regionie administracyjnym Berner Jura, w okręgu Berner Jura. 31 grudnia 2020 roku liczyła 377 mieszkańców. 

## Demografia
Według danych z 2000 r. 83,7% mieszkańców gminy była francuskojęzyczna, 8,2% niemieckojęzyczna, a 2,8% włoskojęzyczna. Na dzień 31 grudnia 2020 obcokrajowcy stanowili 16,7% ogółu mieszkańców.

## Transport
Przez teren gminy przebiega autostrada A16 oraz droga główna nr 30.